# Moon Knight (TV-serie)
Moon Knight är en amerikansk miniserie från 2022, skapad av Jeremy Slater. Serien är baserad på Marvel Comics seriefigur med samma namn.
Serien hade premiär den 30 mars 2022 på streamingtjänsten Disney+ och består av sex avsnitt.

## Handling
Serien handlar om Steven Grant, en presentbutiksanställd med dissociativ identitetsstörning som gör att han delar sin kropp med den före detta CIA-agenten Marc Spector.

## Rollista (i urval)
- Oscar Isaac – Steven Grant / Marc Spector / Moon Knight
- May Calamawy – Layla El-Faouly
- Gaspard Ulliel – Anton Mogart / Midnight Man
- Ethan Hawke – Arthur Harrow
- F. Murray Abraham – Khonshu
- Fernanda Andrade – Wendy Spector
- Sofia Danu – Ammit
- Díana Bermudez – Yatzil
- Ann Akinjirin – Bobby
- Rey Lucas – Elias Spector
- Antonia Salib – Tawaret
- David Ganly – Billy